# متال یوشیدا
متال یوشیدا (انگلیسی: Metal Yoshida؛ زادهٔ ۱ نوامبر ۱۹۷۱) بازیگر، موسیقی‌دان اهل ژاپن است. وی از سال ۱۹۹۲ میلادی تاکنون مشغول فعالیت بوده‌است.